# Грант, Джеймс Бентон
Джеймс Бе́нтон Грант (англ. James Benton Grant; 2 января 1848, округ Расселл, Алабама — 1 ноября 1911, Экселсиор-Спрингс, Миссури) — американский политик, третий губернатор Колорадо.

## Биография
Джеймс Грант родился 2 января 1848 года в округе Расселл, штат Алабама. В последний год гражданской войны он присоединился к армии Конфедерации. После окончания войны Грант продолжил своё образование в сельскохозяйственном колледже Айовы, Корнеллском университете в штате Нью-Йорк, а также в горной школе (нем. Bergbauschule) во Фрайберге (Германия), где изучал металлургию.
После возвращения в США Грант поселился в Ледвилле, штат Колорадо. В 1882 году Джеймс и его дядя стали партнерами металлургической компании Omaha and Grant Smelting Company, а Грант также был назначен вице-президентом Национального банка Денвера и оставался на этой должности до своей смерти.
В 1883 году Грант был избран губернатором штата Колорадо. Будучи губернатором, Грант выступал за развитие горнодобывающей промышленности, а также был инициатором строительства капитолия штата.
После отставки Грант вернулся в бизнес. В 1892—1897 годах он был президентом денверского совета по вопросам образования, а в 1884—1904 годах — попечителем Денверского университета. Грант также организовал Научное общество штата Колорадо.
У Гранта было больное сердце и он умер 1 ноября 1911 года. Грант был похоронен на кладбище Fairmont в Денвере.